# باد كوبر
باد كوبر (بالإنجليزية: Bud Koper)‏ مواليد 9 أغسطس 1942 في روكي، أوكلاهوما، هو لاعب كرة سلة أمريكي معتزل. تم اختياره من قبل فريق غولدن ستايت ووريورز خلال الدرافت. حمل الرقم 15. يبلغ طوله 6 قدم 6 بوصة (2.0 م).

## روابط خارجية
- باد كوبر على موقع إن بي أي (الإنجليزية)
- باد كوبر على موقع سبورتس رفرنس (الإنجليزية)
- باد كوبر على موقع كلية كرة السلة في سبورتس رفرنس.كوم (الإنجليزية)
- باد كوبر على موقع ريلجم (الإنجليزية)
- باد كوبر على موقع بروبوليرز (الإنجليزية)